# Conan O'Brien
Conan Christopher O'Brien (n. 18 aprilie 1963, Massachusetts, SUA) este un  prezentator de televiziune și producător american.

## Viața timpurie
O'Brien s-a născut pe 18 aprilie 1963 în Brookline, Massachusetts. Tatăl său, Thomas Francis O'Brien, este un medic epidemiolog, profesor de medicina la Facultatea de Medicină Harvard. Mama lui, Ruth O'Brien (născută Reardon), este avocat. Strămoșii săi, irlandezi, au emigrat înainte de Războiul Civil American.

## Legături externe
- Conan O'Brien pe Charlie Rose
- Conan O'Brien la Internet Movie Database
- Conan O'Brien pe Twitter